# Companhia de Águas e Esgotos do Estado de Rondônia

A Companhia de Águas e Esgotos do Estado de Rondônia (Caerd) é uma empresa de abastecimento de água e de saneamento básico do estado brasileiro de Rondônia.
Fundada em 11 de setembro de 1969. Com sede na capital, Porto Velho. A Caerd atende a 42 municípios do Estado de Rondônia, incluindo todas as principais cidades do estado.

## História
A Companhia de Águas e Esgotos de Rondônia é uma sociedade de economia mista, criado por Decreto-Lei nº 940, de 04 de março de 1969. Tem como finalidade operar, conservar, explorar, ampliar, manter e melhorar os serviços públicos de águas e esgotos sanitários nas comunidades cujos sistemas estejam sob sua responsabilidade.

## Missão
Prestar serviços de saneamento básico com excelência, garantindo a sustentabilidade e assegurando a qualidade de vida à população do estado de Rondônia.

## Visão
Ser reconhecida pela população do estado de Rondônia como empresa pública comprometida com o saneamento básico.